# Catherine (Colorado)
Catherine è un census-designated place (CDP) degli Stati Uniti d'America, situato nello stato del Colorado, nella contea di Garfield.